# Bars
Bars és un grup musical català del Vallès Occidental, amb components de Sabadell i Castellar del Vallès, que va néixer l'any 1987. L'any 1994 va participar en el festival Barcelona Acció Musical de Barcelona.
L'any 2006 Montse Llaràs, veu i imatge del grup, va participar en el documental Rock&Cat, aportant una versió de Boig per tu, juntament amb Pep Sala, que va aparèixer a la banda sonora de la pel·lícula.

## Història
Arran del grup Crack Blues, format a Castellar del Vallès per Montse Llaràs, Jordi Garrós i Jordi Coma, i al trio se li van anar afegint Toni Moya, Xavier Tomàs, Agustí Caixach i Xavier Rubio, formant el grup Bars el 1987. Tot i que van començar a fer versions de rock and roll, aviat van fer temes propis de rhythm and blues i balades d'aires country. Dos anys més tard, van editar el seu primer àlbum, Bars, i Jordi Coma va abandonar el grup.
El 1991 l'associació cultural BLOC, com ja havia fet anteriorment amb Sopa de Cabra, Els Pets, Sau i Sangtraït, va apostar per Bars i grups com Tancat per defunció i Kitsch, i el 6 de juliol d'aquell any van organitzar un concert amb Sopa de Cabra a la plaça Milcentenari de Manresa, que va aplegar més de 4.000 persones.
El 1999 diversos components de la banda també van fer el grup. A partir d'aquell moment, i sense Jordi Garrós, l'autor de la majoria de cançons, la tasca creativa es va repartir entre els vells i els nous integrants, i l'àlbum Mentre dormies (1999) va marcar la nova etapa de Bars. La seva activitat musical es va veure reduïda, editant tan sols un àlbum recopilatori (Quan ens veiem) i actuant en locals de petit i mitjà aforament.

## Discografia
La seva discografia principal és la següent:
- Bars (Discmedi, 1989)[7]
- Mala idea (Discmedi, 1991)
- T'ho diré mil vegades (Discmedi, 1993)
- En concert (Discmedi, 1994), enregistrat a l'Espai pel programa Sputnik el 30/4/1994[8]
- Dolces mentides (Discmedi, 1996)
- Mentre dormies (Blau, 1999)
- Quan ens veiem (selecció de cançons 1989-1999) (Discmedi Blau, 2000)

Més tard, es va editar un disc recopilatori amb 13 dels millors temes de la banda.